# Sant Joan Baptista de Torreblanca
Les ruïnes de Sant Joan Baptista de Torreblanca o Sant Joan de Torreblanca del castell són les restes d'una església romànica de Ponts (Noguera) incloses a l'Inventari del Patrimoni Arquitectònic de Catalunya.
Estan situades al vessant de migdia del serrat al cim del qual hi ha les restes del castell de Torreblanca, sobre la riba dreta del Segre, damunt de la confluència d'aquest riu amb el torrent de Torreblanca, entre Ponts i Artesa.

## Història
Aquesta església fou segurament la primitiva parròquia de Torreblanca. La seva història s'ha de relacionar amb el proper castell de Torreblanca que, segons tots els indicis es correspon amb el castell de Castelló documentat d'ençà el segle xi. Potser, durant l'edat mitjana aquesta església era coneguda amb el nom de Sant Joan de Castelló.

## Arquitectura
És un edifici en un estat de ruïna progressiva que encara permet destriar les característiques de la seva arquitectura, exemple molt singular de les darreres manifestacions de les formes llombardes. L'estructura respon a un edifici d'una sola nau, coberta amb volta de canó de perfil semicircular reforçada per quatre arcs torals i capçada, a llevant, per un absis semicircular. La volta es conserva només al terç de llevant de la nau, que fou partida en la seva meitat per un mur que tanca la meitat de ponent. Els arcs torals són suportats no per pilastres adossades sinó per veritables columnes circulars, integrades per dos o tres tambors. Arrenquen d'una base troncocònica amb capitells d'estructura simple que presenten una decoració incisa en baix relleu. L'obertura de l'absis a la nau és resolta amb un arc presbiteral que és format per un doble arc toral. Entre les dues columnes que el suporten s'obre una petita estança amb un nínxol que podia ser la base d'un campanar prismàtic de torre, desaparegut.

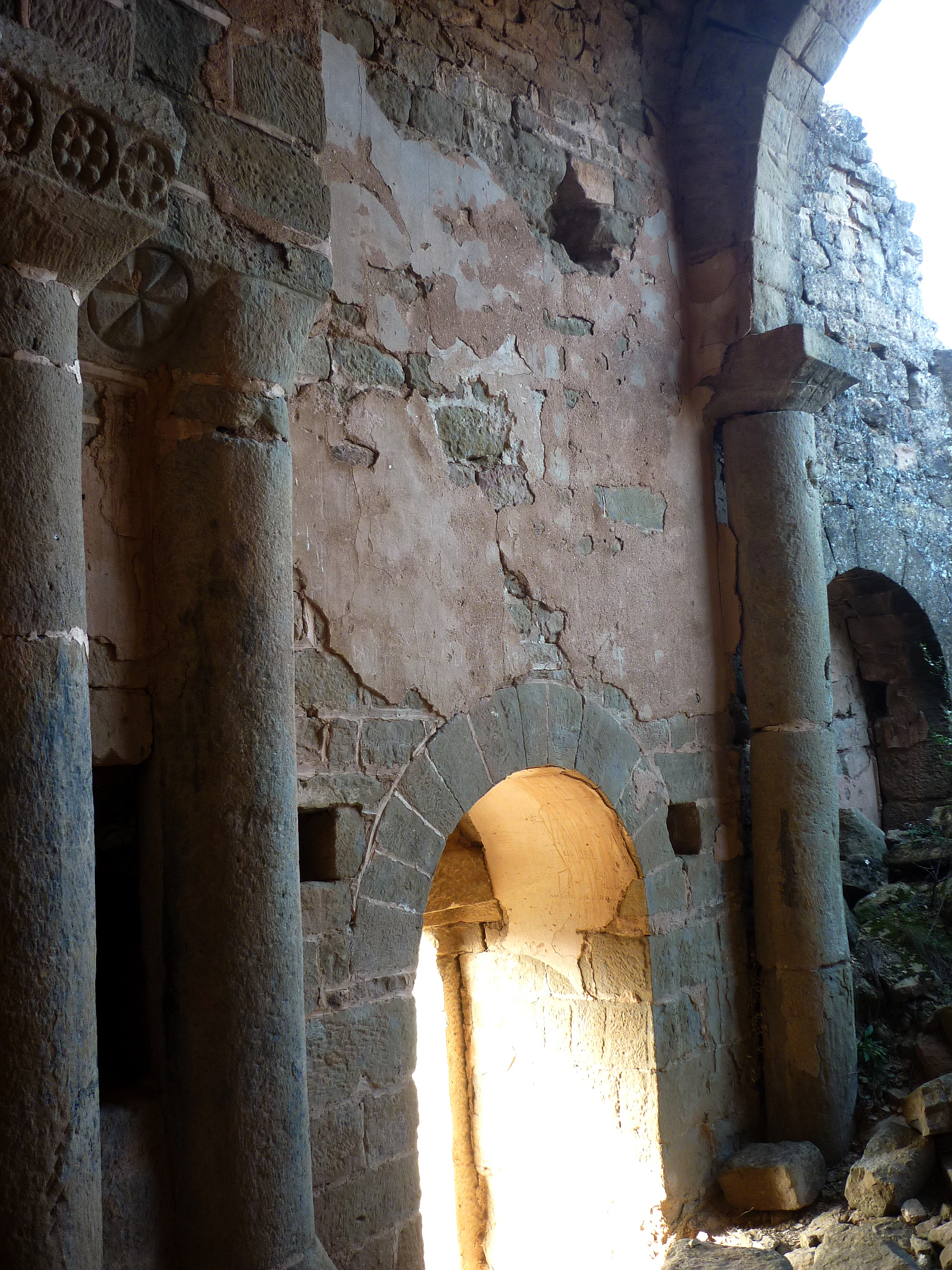
Interior

Els murs material entre columnes són buidats per uns arcs formers, llevat de l'extrem de llevant on s'obre una porta amb llinda i al nord, on s'obre una absidiola semicircular que forma una capçalera triabsidal asimètrica. És una tipologia de capçalera singular però no estranya en l'arquitectura alt-medieval de la regió del Segre Mitjà, tant en edificis del segle xi com del segle xii. L'aparell constructiu és format per carreuons ben escairats, disposats en filades molt uniformes i regulars.
L'absis té tres finestres de doble esqueixada, perfectament integrades en la decoració absidal, formada per arcuacions llombardes sota el ràfec en sèries de dues entre lesenes. A la façana sud es conserva una altra finestra d'una sola esqueixada invertida. També dues portes, la ja esmentada amb llinda, molt austera i la situada a ponent, que era la principal, resolta amb arc de mig punt. El parament està format per petits carreus ben escairats formant filades uniformes.
En el costat nord de l'església, entre les dues columnes que aguanten l'arc toral doble del pas a l'absis, s'obre una petita estança rectangular, coberta amb volta de canó i amb un nínxol rectangular al mur de llevant. No es coneix quin ús tenia aquesta habitació.
Tot i les tipologies i l'ornamentació de l'arquitectura llombarda, l'església presenta les formes constructives pròpies del segle xii.

## Ruta per accedir-hi
Ruta a Sant Joan de Torreblanca